# Quảng Hà (huyện cũ)
Quảng Hà là một huyện cũ của tỉnh Quảng Ninh, Việt Nam, tồn tại từ năm 1969 đến năm 2001.

## Địa lý
Huyện Quảng Hà nằm ở phía đông bắc tỉnh Quảng Ninh, có vị trí địa lý:
- Phía đông giáp thị xã Móng Cái (nay là thành phố Móng Cái)
- Phía tây giáp các huyện Tiên Yên và Bình Liêu
- Phía nam giáp vịnh Bắc Bộ
- Phía bắc giáp Trung Quốc.

Trước khi giải thể vào năm 2001, huyện Quảng Hà có diện tích 784,4 km².

## Lịch sử
Huyện được thành lập vào ngày 4 tháng 6 năm 1969 trên cơ sở hợp nhất huyện Đầm Hà và huyện Hà Cối.
Khi hợp nhất, huyện Quảng Hà có 2 thị trấn: Hà Cối, Đầm Hà và 25 xã: Cái Chiên, Chúc Bài Sơn, Dực Yên, Đại Bình, Đại Lại, Đại Điền Nam, Đại Điền Nùng, Đầm Hà, Đầm Hà Động, Đường Hoa, Hà Cối Nam, Hà Cối Nùng, Lăng Khê, Lập Mã, Mã Tế Nam, Mã Tế Nùng, Mộc Bài, Nà Pá, Phú Hải, Quất Đoài, Thanh Y, Tiến Tới, Tân Bình, Tân Lập, Tấn Mài.
Ngày 16 tháng 1 năm 1979, Hội đồng Chính phủ ban hành Quyết định 17-CP. Theo đó:
- Đổi tên thị trấn Hà Cối thành thị trấn Quảng Hà
- Đổi tên xã Hà Cối Nam thành xã Quảng Trung
- Đổi tên xã Đại Điền Nùng thành xã Quảng Long
- Đổi tên xã Đại Điền Nam thành xã Quảng Điền
- Đổi tên xã Đại Lại thành xã Quảng Phong
- Đổi tên xã Hà Cối Nùng thành xã Quảng Chính
- Đổi tên xã Mã Tế Nùng thành xã Quảng Minh
- Đổi tên xã Mã Tế Nam thành xã Quảng Thành
- Đổi tên xã Lập Mã thành xã Quảng Thắng
- Đổi tên xã Quất Đoài thành xã Quảng Nghĩa
- Đổi tên xã Mộc Bài thành xã Quảng Tân
- Đổi tên xã Nà Pá thành xã Quảng An
- Đổi tên xã Thanh Y thành xã Quảng Lâm
- Đổi tên xã Đầm Hà Động thành xã Quảng Lợi
- Đổi tên xã Lăng Khê thành xã Quảng Thịnh
- Đổi tên xã Chúc Bài Sơn thành xã Quảng Sơn
- Đổi tên xã Tấn Mài thành xã Quảng Đức.

Ngày 10 tháng 9 năm 1981, Hội đồng Bộ trưởng ban hành Quyết định 63-HĐBT. Theo đó:
- Giải thể xã Tân Lập, địa bàn sáp nhập vào xã Đầm Hà và xã Đại Bình
- Giải thể thị trấn Đầm Hà, địa bàn sáp nhập vào xã Đầm Hà
- Chuyển xã Quảng Nghĩa về huyện Hải Ninh (nay là thành phố Móng Cái) quản lý.

Ngày 28 tháng 5 năm 1991, tái lập thị trấn Đầm Hà.
Như vậy, huyện Quảng Hà có 25 đơn vị hành chính gồm 2 thị trấn: Quảng Hà (huyện lỵ), Đầm Hà và 23 xã: Cái Chiên, Đại Bình, Đầm Hà, Dực Yên, Đường Hoa, Phú Hải, Quảng An, Quảng Chính, Quảng Điền, Quảng Đức, Quảng Lâm, Quảng Lợi, Quảng Long, Quảng Minh, Quảng Phong, Quảng Sơn, Quảng Tân, Quảng Thắng, Quảng Thành, Quảng Thịnh, Quảng Trung, Tân Bình, Tiến Tới.
Ngày 29 tháng 8 năm 2001, Chính phủ ban hành Nghị định 59/2001/NĐ-CP. Theo đó, chia huyện Quảng Hà thành hai huyện Hải Hà (tức huyện Hà Cối cũ) và Đầm Hà.
- Huyện Đầm Hà có thị trấn Đầm Hà và 8 xã: Đại Bình, Đầm Hà, Dực Yên, Quảng An, Quảng Lâm, Quảng Lợi, Quảng Tân, Tân Bình.
- Huyện Hải Hà (tức huyện Hà Cối cũ) có thị trấn Quảng Hà và 15 xã: Cái Chiên, Đường Hoa, Phú Hải, Quảng Chính, Quảng Điền, Quảng Đức, Quảng Long, Quảng Minh, Quảng Phong, Quảng Sơn, Quảng Thắng, Quảng Thành, Quảng Thịnh, Quảng Trung, Tiến Tới.